# Ловелл, Томас (ум. 1524)
То́мас Ло́велл (англ. Thomas Lovell; 1449/1450 — 25 мая 1524) — английский государственный деятель, канцлер казначейства Англии (1485—1524).

## Биография
Томас Ловелл был пятым сыном сэра Ральфа Ловелла из Бартон-Бэндиша и его супруги Анны Топп, олдермена Норвича.
В 1473 году Ловелл поступил в Линкольнс-Инн в качестве казначея, а затем возглавлял юридическое заведение. В правление короля Ричарда III был избран в парламент, но при этом был сторонником Генриха Тюдора. В 1485 году Ловелл, на стороне Генриха Тюдора, участвовал в битве при Босворте, в ходе которой Ричард III был убит и Генрих стал новым королём.
12 октября 1485 года король Генрих VII назначил его на должность пожизненного канцлера казначейства Англии и 27 октября был назначен оруженосцем тела короля. В том же году он стал спикером Палаты общин, должность которого занимал в течение трёх лет. 16 июня 1487 года Ловелл вместе со своими братьями сражался на стороне Генриха VII в Битве при Стоук-Филд и после победы в этом сражении был посвящён в рыцари.
11 марта 1489 года Ловелл был назначен констеблем Ноттингемского замка и продолжал активно участвовать в государственных делах. При короле Генрихе VIII он сохранил должность канцлера казначейства и в 1512 году был назначен констеблем Тауэра. Летом 1516 года было объявлено, что Ловелл оставляет государственные дела из-за преклонного возраста, но он продолжал руководить казначейством с помощью своих новых назначений или своих помощников.
В июне 1520 года он участвовал в мирных переговорах Англии с Франциском I, которые стали известны как «Поле золотой парчи», где оба монарха организовывали развлечения, чтобы превзойти друг друга в роскоши.
Скончался 25 мая 1524 года в преклонном возрасте, был похоронен в часовне монастыря Холлиуэлл, который был им основан.